# Трансфер (психологија)
Трансфер је снажна ирационална емоционална наклоност или одбојност према личности терапеута за коју понашање терапеута не даје повод. Појаву трансфера у терапији, психоанализа објашњава као израз несвесног преношења осећајних ставова, које је пацијент имао према родитељима у детињству, на свог садашњег терапеута. То је техника пројектовања позитивне или негативне емоције на особу, ентитет, објект или вредност.